# Église Saint-Pierre de Théza
Pour les articles homonymes, voir église Saint-Pierre.

L'église Saint-Pierre de Théza est une ancienne église romane détruite qui était située à Théza, dans le département français des Pyrénées-Orientales.